# Вбивство Шаміля Одаманова

Жертви незадовго до страти

Вбивство Шаміля Одаманова - вірусне відео обезголовлення, на якому росіяни вбивають двох захоплених чоловіків шляхом відсікання голови і розстрілу. Воно було завантажене на YouTube членами російських неонацистських угруповань у 2007 році. Відоме як "Відео обезголовлення російських неонацистів" (рос: Казнь таджика и дагестанца), інцидент вважався "холодною справою" до 2020 року.

## Опис відеозапису
Відео починається зі свастики на червоному цифровому тлі, що супроводжується піснею "Русь" російського фолк-метал гурту "Аркона". Камера фокусується на пейзажі і виводить на екран текст "Операція НСПР з арешту і розстрілу двох колоністів з Дагестану і Таджикистану. 2007". Невдовзі після цього камера фокусується на жертвах, в яких були зв'язані руки та ноги за спиною. Музика стихає. Стоячи на колінах, вони говорять рідною російською мовою: "Нас заарештували російські націонал-соціалісти". Потім камера наближається до обличчя першої жертви. Позаду нього стоїть чоловік у камуфляжному костюмі з добре наточеним ножем у правій руці. Лунає вигук - "Слава Росії!", після чого вбивця починає швидкими рухами розтинати голову жертві. Дія супроводжується звуком перепилювання хребта. Другу жертву просто розстрілюють з близької відстані в потилицю, перш ніж її тіло падає в заздалегідь вириту могилу. Грає електронна музика, двоє чоловіків у масках виконують нацистське вітання. Відео закінчується кадром бетонної стіни з написом "НСПР" російською мовою і намальованою поруч свастикою.

## Поява відео та перша заява НСПР

Фото, яке було додано до другої заяви НСПР.

12 серпня 2007 року на платформі блогу LiveJournal користувача vik23було розміщено двохвилинне відео під назвою "Страта таджика і дага", на якому зафіксовано вбивство двох неслов'янських молодих людей. Через кілька годин відео страти було розміщено на новинному сайті російських ультрарадикалів NS/WP (Націонал-соціалістична біла влада) і в блозі LiveJournal користувача antigipsyone. 13 серпня відео увійшло до тридцятки найпопулярніших запитів у російській пошуковій системі Яндекс. Наступного дня, 14 серпня, на новинному сайті кавказьких сепаратистів "Kavkaz Center" з'явилася заява невідомого досі неонацистського угруповання: НСПР (Націонал-соціалістична партія Росії), яка взяла на себе відповідальність за подвійне вбивство:
Наша партія є войовничим авангардом націонал-соціалістичної боротьби.
1. Ми оголошуємо про початок збройної боротьби нашої партії проти чорних колонізаторів і тих, хто їх підтримує з числа чиновників Російської Федерації.
2. Вважаємо за необхідне виселення всіх кавказців (мусульман) і азіатів з території Росії.
3. Вважаємо за необхідне надання незалежності всім кавказьким республікам (включаючи Чечню) з одночасним виселенням всього кавказького населення Росії.
4. Ми вимагаємо звільнення всіх російських націонал-соціалістів, засуджених за останні роки, які перебувають у в'язницях, і припинення переслідування Максима Марцинкевича.
4. Ми вимагаємо відставки президента Путіна (в тексті з маленької літери) і передачі всієї влади в країні Націонал-соціалістичному уряду, який повинен бути сформованим Дмитром Румянцевим, лідером Націонал-соціалістичного товариства Росії.
5. Ми є незалежним бойовим крилом Націонал-соціалістичного товариства (НСТ) і визнаємо політичне керівництво Націонал-соціалістичного товариства.
6. Ми не припинимо нашу боротьбу до тих пір, поки влада в країні не перейде на бік націонал-соціалістичного уряду.
Ця заява також була розміщена на сторінці користувача LiveJournal vik23, який першим опублікував відео. Через день, 15 серпня, студент Майкопського державного технологічного університету Віктор Мільков (vik23), який, за його власним визнанням, є прихильником націонал-соціалістичних ідей, прийшов до прокуратури Адигеї (Росія) і зізнався в публікації відео, стверджуючи, що отримав відео і розмістив його на прохання невідомої особи, з якою познайомився в Інтернеті, і яка представилася лише "дівчиною з Німеччини".

## Реакція російських ультранаціоналістичних груп
15 серпня 2007 року преса націоналістичного угрупування "Націонал-соціалістичне товариство" (НСТ), під егідою якого нібито було скоєно подвійне вбивство, опублікувала прес-реліз
У зв'язку з численними запитами ЗМІ: У Націонал-соціалістичному товаристві (НСТ) не існує підрозділу з назвою НСПР (Націонал-соціалістична партія Росії). У той же час, ми повинні визнати, що автономні націонал-соціалістичні угруповання могли скоїти страту, показану на відео. Це цілком передбачувана реакція на постійне посилення тиску націонал-соціалістичного руху з боку влади.
У відповідь на запит "Газети.ру" лідер НСТ Дмитро Румянцев заявив: "Націонал-соціалістичне товариство не бере на себе відповідальність за опубліковане відео, але й не надає офіційного спростування своєї причетності до запису. Коментувати тут нічого.  Все і так зрозуміло з відео". Лідер Слов'янського союзу Дмитро Дьомушкін припустив, що відео могло бути знято російськими спецслужбами або членами радикальних ісламістських угруповань з метою подальшої дискредитації ультраправого руху. Лідер "Руху проти нелегальної імміграції" (ДПНІ) Олександр Бєлов припустив, що вбивство було скоєно або націонал-соціалістами, або націонал-соціалістами руками спецслужб. Він вважає, що версія про те, що відео було знято самими кавказцями з метою дискредитації російського патріотичного руху, не повинна навіть існувати.

## Експертиза відео
Через тиждень після публікації відео, 21 серпня 2007 року, керівник прес-центру Міністерства внутрішніх справ Російської Федерації Олег Єльников заявив, що попередні результати експертизи відеозапису показали "явні ознаки монтажу". Ця неоднозначна заява МВС була інтерпретована ЗМІ як підтвердження теорії, озвученої раніше (16 серпня) джерелом з МВС, про те, що відеозапис вбивства є постановочним (вигаданим).
У червні 2008 року, через шість місяців після впізнання однієї з жертв, Володимир Маркін, офіційний представник прокуратури Російської Федерації, заявив, що відео не було вигадкою, а справжнім вбивством.

## Ідентифікація Шаміля Одаманова та Друга заява НСПР

Шаміль Одаманов за кілька секунд до вбивства.

У січні 2008 року родичі впізнали одного з двох загиблих на відео. Обезголовлений на відео молодий чоловік виявився жителем дагестанського села Султан-Янгі-Юрт Шамілем Умахановичем Одамановим, який переїхав на заробітки до Москви і з яким обірвався зв'язок у квітні 2007 року. Перша згадка про ідентифікацію Шаміля Одаманова з'явилася в лютому 2008 року в дагестанському тижневику "Черновик" у статті Тимура Мустафаєва "Кіно і мюриди". Однак, незважаючи на широкий суспільний резонанс, який отримало відео розстрілу, перші повідомлення про нього на федеральних каналах новин з'явилися лише через чотири місяці, в червні 2008 року. Через кілька днів після публікації статті Мустафаєва з'явився так званий "Маніфест НСПР", написаний таким собі "командиром Браніславом". З маніфесту випливало, що заява НСПР, опублікована в серпні 2007 року, була написана "не справжніми вбивцями". Справжні вбивці з НСПР не визнають жодного політичного керівництва (НСО і Румянцева). Як доказ своєї причетності до вбивства "Браніслав" додав дві ексклюзивні фотографії з місця вбивства:
Ви читаєте першу офіційну заяву Націонал-соціалістичної партії Росії. Однак у серпні 2007 року, через деякий час після публікації нашого відео, хтось поширив завідомо неправдиву "заяву", нібито написану нами. Ця "заява" була скомпонована як з безграмотних банальних фраз, так і з відвертої дезінформації про визнання над собою якогось політичного керівництва. І, хоча більшість людей зрозуміли, що ця маячна "заява" не має ніякого відношення до НСПР, виконавець і організатори будуть покарані за свій обман і за спробу говорити від нашого імені ... Заяви НСПР завжди будуть поширюватися не після відео, а разом з ним - тобто доказами завжди буде наводитися раніше неопублікована інформація (наприклад, ці ексклюзивні фото, прикріплені до цієї заяви).
У середині 2015 року в документальному фільмі "Кредит на вбивство", знятому випускником єрусалимської кіношколи Владі Антоневичем, була представлена версія про те, що подвійне вбивство в лісі скоїли члени російських неонацистських угруповань "Формат18" і НСТ ("Націонал-соціалістичне товариство"). У 2016 році в інтерв'ю Олені Фанайловій (Радіо Свобода) Антоневич відкрито назвав трьох учасників вбивства - Максима "Тесака" Марцинкевича, Сергія "Малюту" Коротких і Дмитра Румянцева, уточнивши, що саме Сергій "Малюта" Коротких обезголовив Шаміля Одаманова, а Максим "Тесак" Марцинкевич вів зйомку. Ці висновки були підтверджені поліцією у 2021 році.
За словами Антоневича, наприкінці багаторічного розслідування він написав листа президенту Російської Федерації Володимиру Путіну з проханням звернути увагу на це вбивство, після чого його запросили дати свідчення в Слідчому комітеті в Москві. Режисер вважає Сергія "Малюту" Коротких, одного з лідерів НСТ, агентом-провокатором, який працював на ФСБ Росії. Антоневич пов'язує публікацію відео вбивства з хвилею етнічних вбивств, що прокотилася Росією через півроку, напередодні президентських виборів 2008 року.

## Подальші інциденти
У вересні 2020 року лідера неонацистського угруповання " Формат 18" Максима Марцинкевича, який відбував покарання за іншою справою, знайшли мертвим у камері слідчого ізолятора № 3 в Челябінську. Прес-секретар Слідчого комітету Світлана Петренко зазначила, що у "Тесака" був "дуже серйозний" мотив для самогубства, оскільки була встановлена його причетність до подвійного вбивства 2007 року. Під час слідства Марцинкевич дав свідчення ще у восьми справах про вбивства, про які до того часу не було відомо. Зокрема, Марцинкевич повідомив про вбивства початку 2000-х років і причетність до них інших відомих неонацистів: Семена ("Бос") Токмакова, Максима Хотулева, Павла Мишкіна, Михайла Можаєва, Артема ("Костиль") Костилєва, Андрія Чуєнкова ("Дід"), Олександра Філюшкіна ("Шульц"), Максима Макієнка ("Дантист") та інших. Незабаром в інтернеті було опубліковано відео останньої розмови Тесака з адвокатом, в якій він розповідає про якісь нові "дуже старі" звинувачення, які йому пред'явили і від яких він не зміг "втекти", і півхвилинний фрагмент розмови Тесака зі слідчим, в якому він розповідає про інші вбивства. 14 січня 2021 року Володимир Антоневич опублікував таємну записку, яку Тесак адресував своїм найближчим спільникам "Діду" (Андрію Чуєнкову) і "Шульцу" (Олександру Філюшкіну), в якій попереджав, що зізнався "практично у всьому", і пропонував їм негайно покинути країну:
"Маршаков дав свідчення проти мене. Довести, що це не я, не було ніякої можливості. Я сказав, що Малюта (Сергій Коротких) відрізав голову, а Дантист (Максим Макієнко) - це той, хто робить нацистське вітання на відео. І Ромео погодився. Я впевнений, що він це вже підтвердив. Всім треба тікати з країни! Скажи Артему (Артем Костилєв), нехай він повідомить інших. Телефони прослуховуються. Вони встановили стеження. Всім потрібно негайно виїжджати. На кордонах вже можуть бути менти. Мене везуть відкопувати тіла, а потім прийдуть за всіма. Я не втримався. Вибачте мені, будь ласка".
Сергій Коротких назвав записку "вкиданням ФСБ" з метою дискредитації свого імені. Спільника Тесака, Артема Костилєва, ім'я якого згадував Марцинкевич, незабаром знайшли повішеним у лісі. Андрій Чуєнков ("Дід") і Олександр Філюшкін ("Шульц") втекли в Україну. Після смерті Тесака Владі Антоневич випустив на ютубі серію відеороликів ("Червоні прапори") загальною тривалістю дві години, в яких він детально розповідає про своє розслідування і висновки.

## Звинувачення
У серпні 2021 року Слідчий комітет Російської Федерації висунув звинувачення у подвійному вбивстві в лісі неонацисту, соратнику Тесака та екс-бійцю "Азова" Сергію "Малюті" Коротких. Слідство у справі досі триває.